# El Hijo de Dr. Wagner Jr.
El Hijo de Dr. Wagner Jr., né le 4 décembre 1991, est un catcheur mexicain qui travaille à la Pro Wrestling NOAH. Il combat masqué et son nom réel n'est pas connu.

## Carrière

### Pro Wrestling NOAH (2019-...)
En mars 2020, il est annoncé comme participant au Global Tag League 2020 en équipe avec le nouveau membre de Sugiura-gun, René Duprée. Ils terminent 1er de leur bloc avec 2 victoires et 1 défaites et se qualifient donc pour la finale du tournoi qu'ils remportent le 18 avril 2020 en battant AXIZ (Gō Shiozaki et Katsuhiko Nakajima),. Le 19 avril, ils battent Naomichi Marufuji et Masaaki Mochizuki et remportent les GHC Tag Team Championship,. Le 10 août, ils rendent les titres à la Noah, faute de pouvoir assister aux événements de la promotion en raison des restrictions de voyage dues à la pandémie de Covid-19, rendant les titres vacants,.
Le 4 mai, ils battent Sugiura-gun (Hideki Suzuki et Takashi Sugiura) et remportent les GHC Tag Team Championship pour la deuxième fois,,.
Lors de Global Honored Crown, il bat Masakatsu Funaki et remporte le GHC National Championship[réf. nécessaire].

Lors de Cross Over 2024 In Sendai, il bat Kenoh et remporte le GHC Heavyweight Championship[réf. nécessaire].

## Palmarès
- Organizacion Independiente de Lucha Libre
  - Torneo De Parejas Juniors Bicentenario (2010) avec El Hijo de L.A. Park[12]

- Pro Wrestling NOAH
  - 1 fois GHC Heavyweight Championship
  - 1 fois GHC National Championship
  - 2 fois GHC Tag Team Championship avec René Duprée[13]
  - Global Tag League (2020) avec René Duprée[14]

- Universal Wrestling Entertainment
  - 1 fois UWE Tag Team Championship avec El Hijo de Dos Caras[15]

- Xtreme Warriors Wrestling
  - 1 fois XWW Tag Team Championship avec El Hijo del Médico Asesino (actuel)

## Récompenses des magazines
- Pro Wrestling Illustrated

| Année | 2023 | 2024 |
| ----- | ---- | ---- |
| Rang  | 117  | 50   |